# Lambda Canis Majoris
Lambda Canis Majoris è una stella della costellazione del Cane Maggiore di magnitudine apparente +4,46, distante 423 anni luce dal sistema solare.

## Osservazione
Si tratta di una stella situata nell'emisfero celeste australe. Avendo una declinazione pari a -32° è osservabile specialmente dall'emisfero sud, in cui si mostra alta nel cielo nella fascia temperata; dall'emisfero boreale la sua osservazione risulta invece più penalizzata, specialmente al di fuori della sua fascia tropicale, e non è mai visibile più a nord della latitudine 58° N. La sua magnitudine pari a 4,46 fa sì che possa essere scorta solo con un cielo sufficientemente libero dagli effetti dell'inquinamento luminoso.

## Caratteristiche fisiche
Si tratta di una stella blu di sequenza principale di tipo spettrale B4 V, avente una massa quasi 6 volte quella del Sole e una luminosità oltre 700 volte superiore. L'età stimata della stella è di circa 40 milioni di anni.